# Примерное (Ленинградская область)
Приме́рное — деревня в Тосненском городском поселении Тосненского района Ленинградской области.

## История
В 1913 году посёлок Примерное насчитывал 41 крестьянский двор, он находился на северном краю Большого Жаровского болота.
Согласно военно-топографической карте Петроградской и Новгородской губерний издания 1917 года селение называлось деревня Примерная, через неё протекал ручей Крутой.
С 1917 по 1927 год деревня Примерное входила в состав Любанской волости Новгородского уезда Новгородской губернии.
С 1927 года в составе Андриановского сельсовета Любанского района Ленинградской области.
В 1928 году население деревни Примерное составляло 198 человек.
С 1930 года в составе Тосненского района.
По данным 1933 года в состав Андриановского сельсовета Тосненского района входил хутор Примерное.

План деревни Примерное. 1941 год

Согласно топографической карте РККА 1941 года деревня насчитывала 28 дворов.
С 1 сентября 1941 года по 31 декабря 1943 года деревня находилась в оккупации.
В 1958 году население деревни Примерное составляло 23 человека.
По данным 1966 и 1973 годов деревня Примерное находилась в составе Андриановского сельсовета.
По данным 1990 года деревня Примерное находилась в составе Тарасовского сельсовета.
В 1997 году в деревне Примерное Тарасовской волости проживали 19 человек, в 2002 году — 25 человек (русские — 96 %).
В 2007 году в деревне Примерное Тосненского ГП — 31 человек.

## География
Деревня расположена в центральной части района на автодороге 41К-848 (подъезд к дер. Примерное), к югу от центра поселения города Тосно.
Расстояние до административного центра поселения — 22 км.
Расстояние до ближайшей железнодорожной станции Ушаки — 20 км.
К югу от деревни расположено Жаровское болото.

## Демография
| 2007 | 2010 | 2017 |
| ---- | ---- | ---- |
| 31   | ↘25  | ↗28  |